# David Siegmund
David Oliver Siegmund (né le 15 novembre 1941) est un statisticien américain qui a beaucoup travaillé sur l'analyse séquentielle.

## Biographie
Siegmund grandit à Webster Groves, Missouri. Il obtient son baccalauréat en mathématiques de l'Université méthodiste du Sud en 1963 et un doctorat en statistique de Columbia en 1966 sous la direction d'Herbert Robbins. Après avoir été assistant puis professeur titulaire à Columbia, il rejoint l'université Stanford en 1976, où il est professeur de statistiques. Il est deux fois président du département des statistiques de Stanford,. Il occupe également des postes de professeur invité à l'Université hébraïque de Jérusalem, à l'Université de Zurich, à l'Université d'Oxford et à l'Université de Cambridge.
Siegmund écrit avec Herbert Robbins et Yuan-Shih Chow sur la théorie de l'arrêt optimal. Une grande partie de son travail porte sur l'Analyse séquentielle, et il travaille également sur les statistiques de la cartographie génétique.
Il reçoit une Bourse Guggenheim en 1974, le Prix Humboldt en 1980 et est élu élu à l'Académie américaine des arts et des sciences en 1994. Il est conférencier invité du Congrès international des mathématiciens en 1998 et élu à l'Académie nationale des sciences en 2002[.

## Publications sélectionnées
- (avec YS Chow et H. Robbins) Great Expectations: The Theory of Optimal Stopping, Boston: Houghton Mifflin, 1971.
- (avec Rupert Miller) Maximally Selected Chi Square Statistics, Biometrics, 38, #4 (décembre 1982), pp. 1011-1016.
- Sequential Analysis: Tests and Confidence Intervals, New York : Springer, 1985, (ISBN 0-387-96134-8) .
- (avec John D. Storey et Jonathan E. Taylor) Strong control, conservative point estimation and simultaneous conservative consistency of false discovery rates: a unified approach, Journal of the Royal Statistical Society, série B 66, #1 (février 2004), pp . 187–205,DOI 10.1111/j.1467-9868.2004.00439.x.